# Grajewo (stacja kolejowa)
Grajewo – stacja kolejowa w Grajewie, w województwie podlaskim, w Polsce. Zbudowana pod koniec XIX wieku.

## Ruch pasażerski
| Rok  | Wymiana pasażerska na dobę |
| ---- | -------------------------- |
| 2017 | 200-209                    |
| 2022 | 300-399                    |

Do rejestru zabytków wpisany jest budynek dworca (nr rej.: A-288 z 17.06.1987) oraz wieża ciśnień (nr rej.: A-153 z 17.10.2006).